# Stefano Ferrando
Pour les articles homonymes, voir Ferrando.
 (juillet 2016).
Si vous disposez d'ouvrages ou d'articles de référence ou si vous connaissez des sites web de qualité traitant du thème abordé ici, merci de compléter l'article en donnant les références utiles à sa vérifiabilité et en les liant à la section « Notes et références ».
Stefano Ferrando (Rossiglione, 28 septembre 1895 - Gênes, 20 juin 1978), est un prêtre salésien italien, évêque de Krishnagar puis archevêque de Shillong, et fondateur des sœurs missionnaires de Marie Secours des Chrétiens. Il est reconnu comme vénérable par l'Église catholique. 

## Biographie
Stefano Ferrando rejoint la Société salésienne dès son plus jeune âge. Alors que la Première Guerre mondiale éclate, il sert pendant quatre ans comme sergent dans les troupes italiennes, et recevra la Médaille du Mérite militaire pour avoir secouru de nombreux blessés. Ordonné prêtre le 18 mars 1923, il est envoyé quelques mois plus tard à la mission de Shillong, dans l'État du Meghalaya en Inde. Il exerce son ministère comme maître des novices et catéchiste auprès de la population, avant de devenir recteur de l'école Notre-Dame.
Le 9 juillet 1934, le pape Pie XI le nomme évêque de Krishnagar (en), et l'année suivante, Mgr Ferrando est transféré à la tête du nouvel archidiocèse de Shillong. Il y entame la construction de la cathédrale, du séminaire, fonde des écoles. Il visite de nombreux villages, même les plus reculés, où il baptise et confirme des centaines d'Indiens. Les conversions se multiplient, mais les moyens et les missionnaires manquent pour continuer son œuvre. C'est ainsi qu'en 1942, il fonde la Congrégation des Sœurs missionnaires de Marie Auxiliatrice des Chrétiens. 
En 1969, le gouvernement indien décrète l'expulsion des missionnaires étrangers. Mgr Ferrando se soumet et se doit de présenter sa démission au pape Paul VI, afin d'être remplacé par un nouvel archevêque ayant la citoyenneté indienne. Il se retire en Italie, où il est nommé archevêque de Troina, avant de finir ses jours à Gênes, où il meurt le 20 juin 1978.

## Béatification et canonisation
- 2003 : introduction de la cause de béatification et de canonisation.
- 3 mars 2016 : le pape François lui attribue le titre de vénérable.